# Cerco de Jerusalém (1099)
O cerco de Jerusalém ocorreu durante a Primeira Cruzada, de 7 de junho a 15 de julho de 1099, opondo os cruzados à cidade de Jerusalém, sob o domínio do Califado Fatímida. Com a conquista de Jerusalém, a cruzada cumpriu os seus objectivos e foi estabelecido o Reino Latino de Jerusalém, que permaneceria uma entidade geopolítica na Palestina durante quase dois séculos.

## Antecedentes
Depois de concluído o cerco de Antioquia, que resultou num extremar da violência dos cruzados face aos muçulmanos e no massacre dos habitantes da cidade, os ocidentais continuavam com poucos mantimentos. Ineficazes na avaliação e protecção das linhas de provisões, os peregrinos sofriam com a fome generalizada e a falta de equipamento adequado. A pilhagem dos arredores de Antioquia levou a situações extremas, como o canibalismo no cerco de Ma'arrat al-Numan.
Descontentes, os nobres menores e os soldados ameaçaram seguir para Jerusalém sem os seus líderes mais notáveis. Sob esta pressão, a 13 de janeiro de 1099 Raimundo IV de Toulouse liderou a marcha para Jerusalém, descalço e vestido como um peregrino, deixando o seu grande rival Boemundo de Taranto livre para fundar o Principado de Antioquia.
Roberto II da Normandia e Tancredo de Altavila tornaram-se vassalos do poderoso conde de Toulouse, que pôde custear as despesas destes nobres. Godofredo de Bulhão recusou-se a fazer o mesmo, apoiado pelo seu irmão Balduíno de Bolonha, conde de Edessa desde 1098.
Percorrendo a costa do mar Mediterrâneo, os cruzados enfrentaram pouca resistência, uma vez que os pouco poderosos governantes muçulmanos locais preferiram comprar uma paz com provisões em vez de lutar. Também é provável que estes, pertencentes ao ramo sunita do Islão, preferissem o controlo de estrangeiros ao governo xiita dos fatímidas.

## Cerco de Arqa
O emirado de Trípoli encontrava-se no percurso da cruzada. Em 14 de fevereiro, o conde de Toulouse iniciou o cerco de Arqa, uma cidade deste domínio. Provavelmente, uma das suas intenções seria fundar um território independente em Trípoli que limitasse a capacidade de Boemundo expandir o seu principado para sul.
Entretanto, Godofredo de Bulhão e Roberto II da Flandres, que também se recusara a tornar-se vassalo de Raimundo de Tousouse, saíram de Antioquia para se juntarem aos restantes cruzados em Lataquia e marcharam para sul em fevereiro. Boemundo de Taranto acompanhou-os durante parte do percurso, mas depois voltou para o seu principado, e o seu sobrinho Tancredo de Altavila, devido a um desentendimento, deixou de acompanhar Raimundo para se juntar a Godofredo. Outro contingente separado, apesar de ligado ao duque da Lorena, era liderado por Gastão IV de Béarn.
Este exército chegou também a Arqa em março, mas o cerco arrastava-se. A situação tornara-se tensa não só entre os líderes militares, mas também entre o clero: desde a morte do legado papal Ademar de Monteil, não havia um líder espiritual reconhecido por todos, e desde a descoberta da lança do destino por Pedro Bartolomeu durante o cerco de Antioquia, diferentes facções acusavam-se de fraude.
Em abril, Arnulfo de Chocques, o capelão de Roberto da Normandia, desafiou Pedro Bartolomeu a provar a legitimidade das suas visões e da ao passar por uma ordália por fogo. O monge aceitou e morreria das queimaduras sofridas. Por não ter sido protegido das chamas por Deus, a relíquia que descobrira foi parcialmente desacreditada, o que teve repercussões negativas na autoridade de Raimundo de Toulouse, que acreditava na sua legitimidade.
Os fatímidas tentaram um acordo de paz com os cruzados para estes não continuarem para Jerusalém, mas foram recusados — esse era o objectivo da Primeira Cruzada. O cerco de Arqa demorou até 13 de maio e, apesar de algumas conquistas menores nos arredores, esta cidade não foi tomada. Por voltar a atrasar a cruzada, Raimundo de Toulouse perdeu ainda mais apoios. Ao chegarem a Trípoli, o governador da cidade ofereceu-lhes dinheiro e cavalos e, segundo a crónica anónima Gesta Francorum, também prometeu converter-se ao cristianismo se os latinos conseguissem conquistar Jerusalém aos seus inimigos fatímidas.
Continuando para sul ao longo da região costeira do Mediterrâneo, os peregrinos passaram por Beirute a 19 de maio e Tiro no 23 de maio. Em Jafa abandonaram a costa e a 3 de junho alcançaram Ramla, que tinha sido abandonada pelos seus habitantes. Antes de continuarem a marcha, estabeleceram o bispado de Ramla-Lida na igreja de São Jorge, um santo popular entre os cruzados. A 6 de junho Godofredo enviou Gastão IV de Béarn e Tancredo de Altavila para a conquista de Belém, onde o segundo seria muito criticado por hastear o seu estandarte na Igreja da Natividade.

## Cerco de Jerusalém

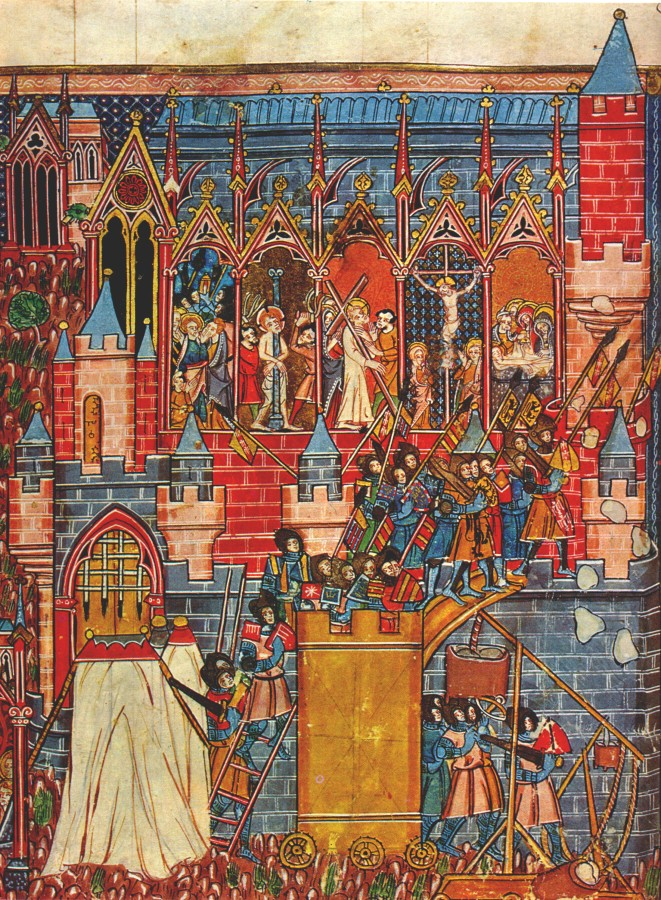
O cerco de Jerusalém (iluminura do século XIII)

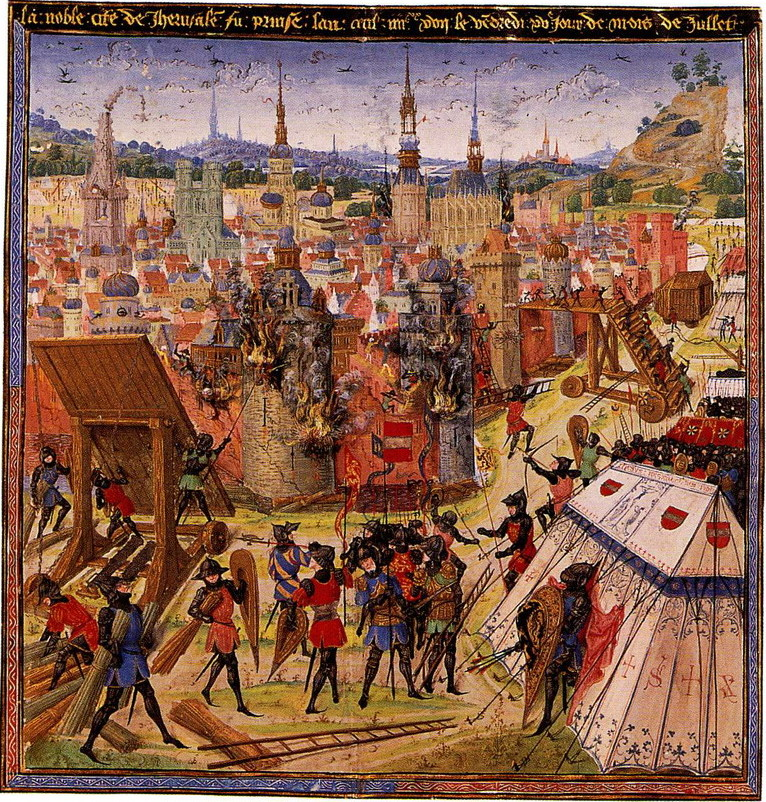
A conquista de Jerusalém (manuscrito medieval

A 7 de junho de 1099 os cruzados chegaram finalmente a Jerusalém, acampando no exterior da cidade. O exército cristão ficara reduzido a cerca de 1 200 a 1 500 cavaleiros e 12 000 a 20 000 soldados de infantaria, carentes de armas e provisões. Tal como em em Antioquia, Jerusalém foi sujeita a um cerco no qual os sitiadores terão sofrido tanto ou mais que os sitiados, devido à falta de alimentos e água.
Jerusalém estava bem-preparada para o cerco, e o governador Iftikhar ad-Daula tinha expulso a maioria dos cristãos da cidade. Godofredo de Bulhão, Roberto II da Flandres e Roberto II da Normandia (que entretanto também abandonara Raimundo de Saint-Gilles para se juntar a Godofredo) cercaram as muralhas a norte e até à Torre de David. Raimundo montou o seu campo a oeste, da Torre de David ao monte Sião.
O primeiro assalto directo às muralhas, a 13 de junho, foi um fracasso, e à medida que homens e animais morriam de fome e de sede, os cruzados sabiam que o tempo estava contra o seu exército. Pouco depois deste ataque, uma frota da República de Génova, liderada por Guilherme Embriaco, chegou ao porto de Jafa. Os cristãos puderam então abastecer-se parcialmente e desmantelar os navios, usando a madeira destes e a apanhada em Samaria para construir torres de assalto.
No fim do mês de junho, depois de mais ataques fracassados, surgiu a notícia do avanço de um exército fatímida do Egito. Face a uma tarefa aparentemente impossível, um padre chamado Pedro Desidério ofereceu uma solução de fé: afirmou que uma visão divina lhe tinha dado instruções para que os cristãos jejuassem durante três dias e depois marchassem descalços em procissão ao redor das muralhas da cidade; estas cairiam em nove dias, da mesma forma que a Bíblia relata ter acontecido com Josué no cerco de Jericó.
Apesar de já há muito haver fome no campo cruzado, estes jejuaram e a 8 de julho realizaram a procissão, com o clero tocando trombetas e cantando salmos, sob o escárnio dos defensores de Jerusalém. A procissão parou no monte das Oliveiras, onde Pedro o Eremita, Arnulfo de Chocques e Raimundo de Aguilers pregaram os seus sermões.

## Conquista e massacre
Na noite de 14 de julho os cruzados começaram a usar as torres de assalto para se aproximarem das muralhas. Na manhã do 15 de julho (uma sexta-feira santa, sete dias depois da procissão), a torre de Godofredo de Bulhão alcançou a sua secção na porta do canto nordeste.

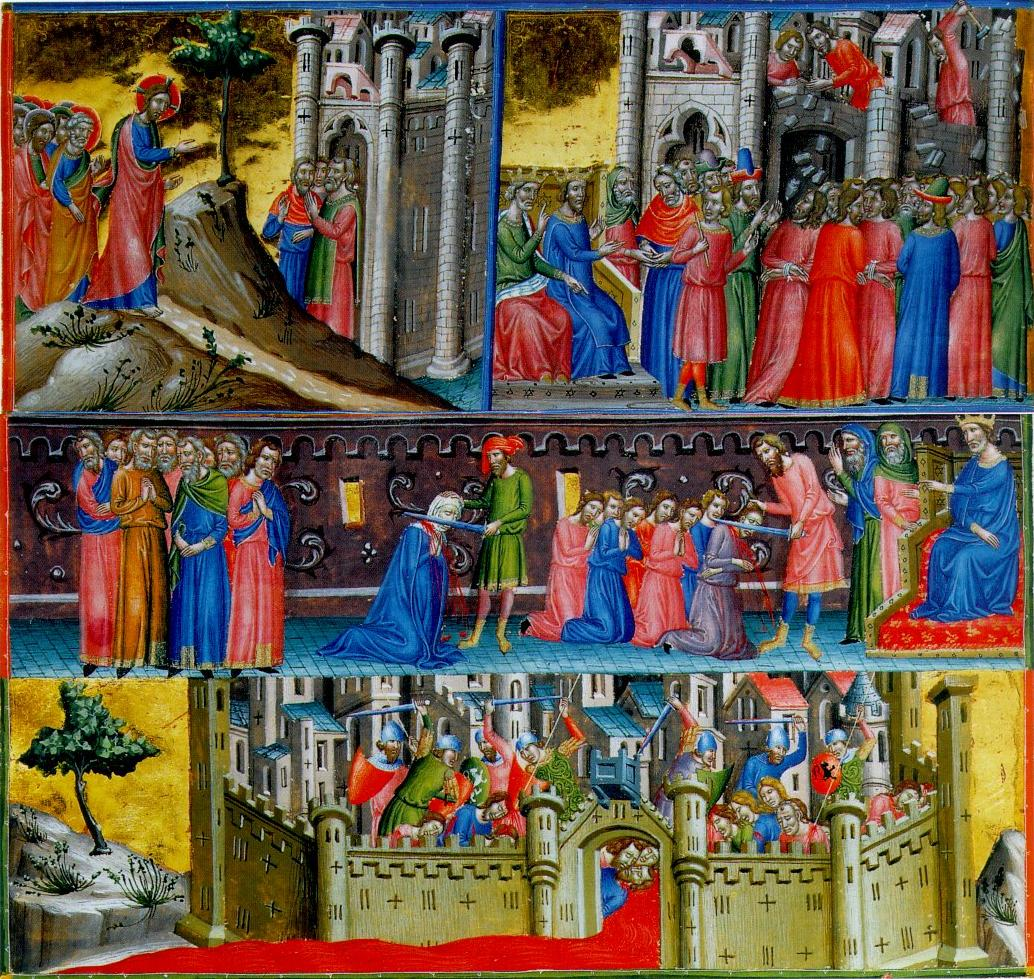
Em cima: Jesus em Jerusalém, destruição do Templo; A meio: Decapitação dos judeus; Em baixo: O massacre cruzado dos muçulmanos faz um rio de sangue (iluminura de c. 1200)

Vários nobres reclamariam a honra de terem sido os primeiros a penetrar em Jerusalém. Segundo uma das crónicas da época, a exacta sequência terá sido Letoldo e Gilberto de Tournai, depois Godofredo de Bulhão e o seu irmão Eustácio III de Bolonha, Tancredo de Altavila e os seus homens. Outros cruzados entraram pela antiga entrada dos peregrinos. O avanço da torre de Raimundo de Saint-Gilles foi travado por uma vala, mas assim que outros cruzados foram invadindo a cidade, o guarda da porta assediada rendeu-se ao conde de Toulouse.
Durante a tarde e noite do dia 15 e manhã do dia seguinte, os cruzados massacraram a população de Jerusalém — muçulmanos, judeus e cristãos do oriente. Muitos muçulmanos tentaram refugiar-se na mesquita de Al-Aqsa, onde "…a matança foi tão grande que os nossos homens patinhavam em sangue até aos tornozelos…" e, segundo Raimundo de Aguilers: "os homens andavam a cavalo com sangue até aos joelhos e aos freios". O cronista Ibne Alcalanici escreveu que os defensores judeus procuraram refúgio na sua sinagoga, mas os "francos incendiaram-na sobre as suas cabeças", matando todos os que estavam lá dentro. Os cruzados circundaram o edifício em chamas enquanto cantavam "Cristo, Adoramos-vos!".
Godofredo de Bulhão não terá participado deste aspecto mais violento da conquista. Tancredo de Altavila e Raimundo IV de Toulouse teriam tentado proteger alguns grupos da fúria assassina, mas na generalidade falharam: Tancredo tomou o bairro do Templo e ofereceu protecção a alguns muçulmanos, mas depois não conseguiu evitar (ou teria mesmo acabado por ordenar) as suas mortes às mãos dos seus companheiros. O governador fatímida Iftikhar ad-Daula retirou para a Torre de David, que rendeu a Raimundo em troca da sua saída segura e da sua guarda para Ascalão.
A Gesta Francorum afirma que algumas pessoas conseguiram escapar ilesas e, segundo o(s) seu(s) autor(es) anónimo(s), "Quando os pagãos foram vencidos, os nossos homens capturaram grandes números, tanto homens como mulheres, matando-os ou aprisionando-os, conforme desejavam". A maioria dos relatos só diverge na descrição da quantidade de cadáveres amontoados ou de sangue que escorria pelo chão. A estimativa do número de mortos varia entre 6 000 e 40 000, com os cristãos a falar de 10 000 e os muçulmanos de 70 000. Segundo o arcebispo Guilherme de Tiro, os próprios vencedores ficaram impressionados de horror e descontentamento.
| “ | [Os nossos líderes] ordenaram que todos os sarracenos mortos fossem lançados para fora das muralhas por causa do enorme fedor, uma vez que toda a cidade estava cheia dos seus corpos; e assim os sarracenos sobreviventes arrastaram os mortos para as saídas dos portões [da cidade] e empilharam-nos em montes […] Nunca ninguém tinha visto ou ouvido falar de tal mortandade de gentes pagãs […]. Gesta Francorum et aliorum Hierosolimitanorum, de autor(es) anónimo(s) | ” |

## Consequências

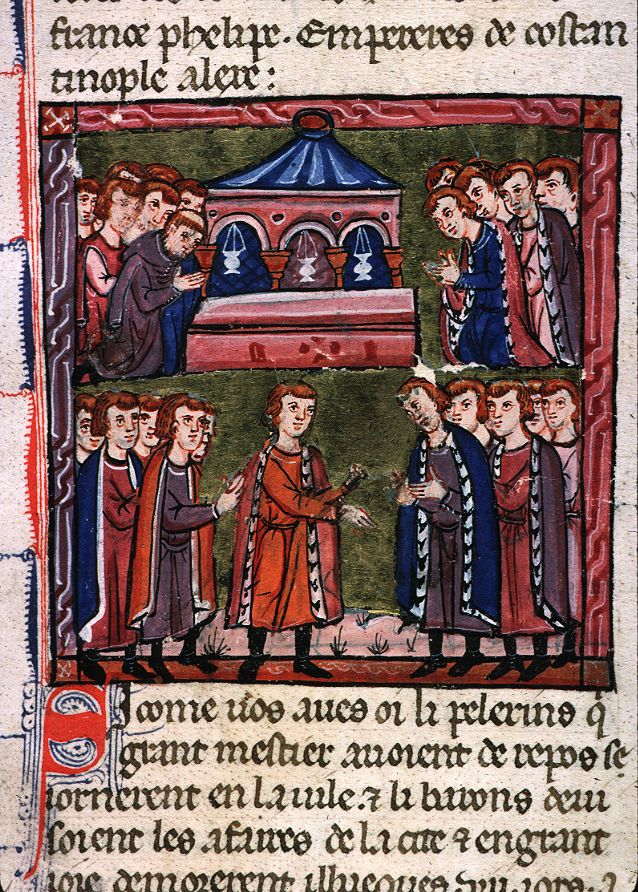
Eleição de Godofredo de Bulhão como Protector do Santo Sepulcro (iluminura da Histoire d'outremer, Guilherme de Tiro, c.1280)

Assim que a tomada da cidade foi concluída, era necessário estabelecer um governo. A 22 de julho, realizou-se um concílio na Igreja do Santo Sepulcro. Raimundo IV de Toulouse foi o primeiro a recusar o título de rei, talvez tentando provar a sua piedade, mas provavelmente esperando que os outros nobres insistissem na sua eleição.
Godofredo de Bulhão, que se tornara no nobre mais popular depois das acções do conde de Toulouse no cerco de Antioquia, aceitou o cargo de líder secular, mas recusou-se a ser coroado rei na cidade onde Jesus Cristo teria usado a coroa de espinhos. O seu título ficou assim mal definido — teria sido Advocatus Sancti Sepulchri (Protector do Santo Sepulcro), príncipe ou duque. Raimundo terá ficado desagradado com isto e saiu com o seu exército para acabar por cercar Trípoli.
Aproveitando esta ausência, Arnulfo de Chocques, a quem o conde de Toulouse e opunha devido ao caso de Pedro Bartolomeu e da Santa Lança, foi eleito o primeiro patriarca latino de Jerusalém a 1 de agosto, sobrepondo-se ao patriarca grego ortodoxo da cidade, Simeão II, que estava refugiado em Chipre. Os sucessores de Simeão ficariam no exílio por mais 80 anos, até a retomada da cidade pelos muçulmanos e a expulsão do patriarca latino.
A 5 de agosto, depois de consultar os sobreviventes locais, Arnulfo descobriria ele mesmo outra relíquia: a verdadeira cruz na qual Cristo teria sido crucificado.
A 12 de agosto teria lugar a última batalha da Primeira Cruzada — em Ascalão, Godofredo de Bulhão e Roberto II da Flandres venceram o Califado Fatímida, com a Vera Cruz na vanguarda do exército. Depois disto, a maioria dos cruzados, entre os quais Roberto da Flandres e Roberto II da Normandia, considerou os seus votos cumpridos e voltou para a Europa. Segundo Fulquério de Chartres, apenas algumas centenas de cavaleiros permaneceram no reino recém-formado.

## Na cultura
A Primeira Cruzada em geral gerou numerosos relatos, histórias e crônicas medievais. Os líderes eram geralmente acompanhados de um séquito de nobres menores e membros do clero e muitos destes, que eram letrados, geraram uma fonte de informações contemporâneas que documentou minuciosamente a expedição, mesmo tendo em conta a parcialidade dos autores. O clímax da Primeira Cruzada em Jerusalém foi assim assunto das seguintes obras:
- Historia Hierosolymitanae expeditionis de Alberto de Aquisgrão - «Texto integral» (em latim)
- Dei gesta per Francos de Guiberto de Nogent - «The Deeds of God through the Franks, tradução de Robert Levine (1997)» (em inglês)
- História Hierosolimitana e Gesta Francorum Jerusalem Expugnantium de Fulquério de Chartres - «A conquista de Jerusalém, 1099» (em inglês)
- Gesta Francorum et aliorum Hierosolimitanorum de autor(es) anónimo(s) - «Texto integral» (em latim). ; «Excertos» (em inglês)
- Historia de Hierosolymitano itinere de Peter Tudebode
- Historia Francorum qui ceperint Iherusalem de Raimundo de Aguilers, um escrivão do exército de Raimundo IV de Toulouse - «Excertos» (em inglês)
- Gesta Tancredi in Expeditione Hierosolymitana de Rudolfo de Caen, um panegírico a Tancredo da Galileia

Para além destes relatos, o cerco de Jerusalém rapidamente se tornaria no assunto de lendas e diversas obras de literatura:
- No século XII foi composta a Canção de Jerusalém, uma canção de gesta pertencente ao chamado Ciclo das Cruzadas.
- Em 1580, Torquato Tasso escreveu La Gerusalemme Liberata, uma epopeia fictícia sobre a conquista de Jerusalém. Handel comporia a ópera Rinaldo baseada nesta obra.